# Philodromus dispar
Philodromus dispar ist eine Spinnenart aus der Familie der Laufspinnen (Philodromidae). Die Art ist in Mitteleuropa weit verbreitet und recht häufig. Das Artepitheton dispar (lat. unterschiedlich) bezieht sich auf das unterschiedliche Äußere der beiden Geschlechter.

## Beschreibung

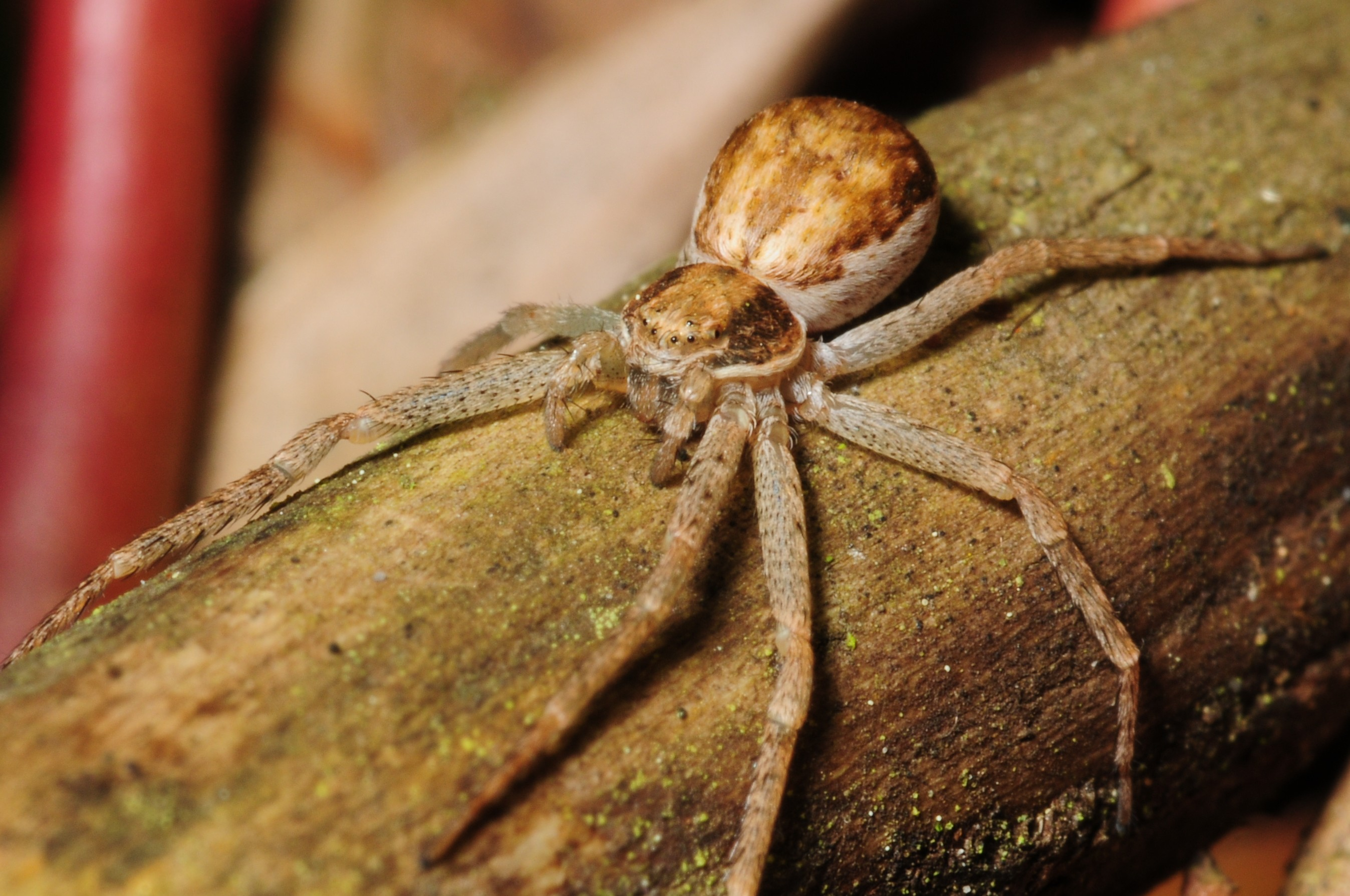
Philodromus dispar (Weibchen)

Beide Geschlechter erreichen eine Körperlänge von 4 bis 5 mm, die Art gehört damit zu den mittelgroßen einheimischen Laufspinnen. Die Art zeigt wie viele Laufspinnen einen deutlichen Geschlechtsdimorphismus bezüglich Farbe und Zeichnung. Weibchen sind insgesamt gelbbraun, die Seiten von Vorderkörper (Prosoma) und Hinterkörper (Opisthosoma) sind hellgelb bis weiß. Das Opisthosoma ist oberseits dunkel gerandet und zeigt in der Mitte vorn eine dunkle Pfeilzeichnung. Die Beine sind gelblich grau und fein dunkel gepunktet.
Beim Männchen ist die Grundfarbe des Körpers sehr dunkel, oft fast schwarz. Die Körperseiten sind wie beim Weibchen hell, auch die Beine sind wie bei den Weibchen gefärbt.

## Verbreitung und Lebensraum
Philodromus dispar besiedelt den westlichen und mittleren Bereich der Paläarktis von Irland und Portugal bis zum mittleren Sibirien. In Nord-Süd-Richtung reicht die Verbreitung von Skandinavien bis ins mittlere Italien, nach Griechenland und im Osten nach Süden bis in den Iran. Das Verbreitungsgebiet umfasst die gemäßigte bis mediterrane Zone. Die Art fehlt in Europa nur auf Island. In Deutschland ist die Art flächendeckend verbreitet.
Die Art bewohnt sonnige Bereiche nicht zu feuchter Laub- und Nadelwälder und hält sich dort vor allem an Stämmen und in den Baumkronen auf. Geschlechtsreife Tiere können im Frühjahr und Sommer angetroffen werden.

## Gefährdung
Die Art ist weit verbreitet und in geeigneten Habitaten mittelhäufig. Sie wird in Deutschland in der Roten Liste als „ungefährdet“ eingestuft.